# Visconde

O coronel de um visconde

Visconde é um título nobiliárquico de categoria superior à de barão e inferior à de conde. 

## História
Anteriormente tinha a dignidade de visconde o substituto do conde no governo do condado ou o filho herdeiro do conde enquanto não sucedia no condado, sendo-lhe confiada antecipadamente uma porção do feudo.
Passou depois o título de visconde a ser outorgado como dignidade honorífica autónoma, hierarquicamente inferior a conde e superior a barão.
Em Portugal, o primeiro título de visconde concedido pela Coroa foi o de Visconde de Vila Nova de Cerveira, criado por carta de D. Afonso V de 4 de março de 1476, em benefício de D. Leonel de Lima, Senhor de Ponte de Lima e de Vila Nova de Cerveira.
Raramente concedido durante os séculos XV, XVI, XVII e XVIII, foi durante o liberalismo no século XIX outorgado com maior frequência, embora geralmente por apenas uma ou duas vidas, tornando-se o título nobiliárquico português com maior número de criações.

## Estatuto

Coronel heráldico de Visconde com Grandeza

Coronel heráldico de Visconde

Os viscondes em Portugal integravam a nobreza titulada.
Os títulos de visconde não gozavam, a priori, de Grandeza. Contudo esta podia ser concedida no Decreto de criação do título ou em data posterior, passando o título a designar-se Visconde com Grandeza e o titular a ter o estatuto de Grande do Reino.
Tal como os demais títulos nobiliárquicos portugueses os títulos de visconde podiam ser concedidos com carácter hereditário ou vitalício. São títulos hereditários os outorgados de juro e herdade (perpétuos) e os concedidos em vidas (2, 3 ou 4 vidas). São títulos vitalícios os renovados em vida (restritos ao novo titular) e os concedidos em vida (restritos ao 1.º titular).
A precedência entre os viscondes segue a ordem seguinte:
- Viscondes com Grandeza;
- Viscondes de juro e herdade;
- Antiguidade do título.

## Espanha
Em Espanha, de Filipe IV até 1846, existiu a instituição do viscondado prévio, condição de entrada definitiva da nobreza. 

## Portugal
Em Portugal, o primeiro visconde foi D. Leonel de Lima, feito Visconde de Vila Nova de Cerveira durante do reinado de D. Afonso V. No reinado de D. Maria I é criado, entre outros, o Visconde de Balsemão. O apogeu de criação de viscondados situa-se na época liberal, especialmente a partir dos meados do século XIX. De 1848 a 1880 foram concedidos pelo menos 86 novos títulos; contudo a maioria destes títulos foram concedidos em vida e não foram renovados.

## Reino Unido
Na Inglaterra, um visconde muito famoso é o Visconde Althorp, de Great Brington em Northamptonshire. Este visconde é  sempre o filho mais velho e herdeiro do Conde Spencer. O atual Visconde Althorp é o honorável Louis Frederick John Spencer, sobrinho da falecida Diana, Princesa de Gales e primo de Sua Alteza Real o príncipe Guilherme, Príncipe de Gales e do príncipe Henrique, Duque de Sussex.

## Lista de viscondes
- Lista de viscondados em Portugal
- Lista de viscondados do Império do Brasil